# 2-й кавалерійський корпус (СРСР)
2-й кавалерійський корпус (рос. 2-й кавалерийский корпус), 2-й кк, (повна назва — 2-й кавалерійський корпус імені Ради Народних Комісарів Української Радянської Соціалістичної Республіки) — оперативно-тактичне військове об'єднання, кавалерійський корпус Червоної армії, яке існувало в період з листопада 1922 до листопада 1941 року.

## Історія об'єднання
2-й кінний корпус сформовано 8 листопада 1922 року в Українському військовому окрузі (далі УкрВО) з дислокацією штабу корпусу в місті Умань. Після поділу округу на Київський та Харківський військові округи 2-й кк увійшов до складу Київського військового округу. 26 липня 1938 року Київський військовий округ переформований на Київський особливий військовий округ, в якому 2-й кк увійшов до складу Кавалерійської армійської групи КОВО.
З 17 вересня 2-й кавалерійський корпус брав участь у військовому поході до Польщі з метою окупації Західної України. Спочатку разом з 17-м стрілецьким корпусом входив до Волочиської армійської групи, у складі якої бився за опанування Тернополя та Львову. 24 вересня Волочиська армійська група перейменована на Східну армійську групу зі збереженням складу угруповання сил, до яких входив також і кавалерійський корпус. 28 вересня разом з 4-м і 5-м кавалерійськими корпусами включений до Кавалерійської армійської групи.
У червні — липні 1940 року у складі 12-ї армії Південного фронту корпус брав участь в окупації військами Червоної армії Північної Буковини.

### Німецько-радянська війна
Наприкінці квітня 1941 року 2-й кавалерійський корпус з 5-ю та 9-ю кавалерійськими дивізіями розгорнутий у Романівці в Одеському військовому окрузі.
З 22 червня по 26 листопада 1941 року кавалерійський корпус брав участь у німецько-радянській війні.
Кавалерійський корпус, діючи у складі 9-ї окремої армії, вперше вступив у бойові дії у Молдавії. 2 липня 1941 року почався загальний наступ німецько-румунських військ проти радянського Південного фронту. На правому фланзі групи армій «Антонеску» наступала 4-та румунська армія, яка розпочала форсування річки Прут. Темпи форсування були високими й за найближчі дві доби на протилежному берегу Прута зосередилася значна кількість румунських військ. Тільки 5 липня підрозділи радянської 95-ї стрілецької дивізії і 5-та та 9-та кавалерійські дивізії 2-го кавалерійського корпусу здійснили кілька атак, намагаючись збити плацдарми у воду, але їхні удари були відбити силами 35-ї та 15-ї румунських дивізій. 8 липня румунські війська розпочали битву за Бєльці, і у взаємодії з 170-ю німецькою піхотною дивізією 54-го німецького корпусу вибили радянські війська з міста. Побоюючись, що це угруповання противника почне наступ уздовж Дністра в тил військ 9-ї армії, генерал Черевиченко для ліквідації вклинення в районі Бєльць кинув 2-й кавалерійський корпус. Румунські війська зіткнулися з радянською кавалерією в районі Згердешть-Миндрешть.
13 липня німецько-румунські війська розпочали зосередженими ударами з трьох напрямків одночасний наступ на столицю Молдови — Кишинів. 16 липня підрозділи румунської 1-ї танкової дивізії увірвалися в місто, спалахнули осередки вуличних боїв. Ближче до вечора до міста прорвалися передові підрозділи німецьких 50-ї та 72-ї піхотних дивізій, які у взаємодії з румунами до кінця доби зачистили Кишинів від Червоної армії. Наступного дня з метою відбити столицю Молдови 9-та армія частиною сил 48-го стрілецького корпусу провела контрудар по бєльцькому угрупованню, а 2-м кавалерійським корпусом, частиною сил 15-ї моторизованої і 95-ї стрілецької дивізій — по кишинівському угрупованню. Однак контрудар мети не досяг, звільнити Кишинів не вдалося. Німецько-румунські війська, відбивши контратаку, продовжили рух далі на схід і 17 липня вийшли на Дністер. Падіння Кишинева та опанування німецько-румунськими військами північної і центральної Молдови означало кінець важливих боїв у Бессарабії.
Після поразки в операції «Мюнхен» війська Південного фронту відступили на рубіж старого радянсько-румунського кордону поздовж Дністра, де перейшли до оборони. 9-та армія (2-й кавалерійський корпус, 48-й стрілецький корпуси, 95-та стрілецька дивізія) генерал-полковника Черевиченка Я. Т. зуміла закріпитися на захід від Дністра, спираючись на укріпленні райони по річці на фронті Балта — Слобідка — Круті — Плоть — Рибниця — Дубоссари — Григоріополь — Тирасполь. Однак, внаслідок відступу між 9-ю і 18-ю арміями утворився розрив між частинами 2-го кавалерійського корпусу в районі Балти і 169-ю стрілецькою дивізією, яка займала позиції у Ольгополя. У розрив фронту між ними вклинився XXX німецький армійський корпус і частиною сил захопив Балту, чим створив загрозу флангу 2-го кавалерійського корпусу. 1 серпня командувач 9-ї армії визначив командиру 2-го кавалерійського корпусу завдання на оборону: утримувати район Пасат, Балта. Вся 9-та армія теж перейшла до оборони. Але вже 2 серпня корпус був перепідпорядкований командувачу військами Південного фронту та отримав від нього завдання — зосередитися на південь від Первомайська.
8 серпня війська вермахту опанували Вознесенськ. Силами 2-го кавалерійського корпусу і загону Одеського піхотного училища були здійснені спроби зірвати подальший наступ противника на південь від Вознесенська, але вони були безуспішними. Командування Південного фронту, не маючи інших сил і засобів, вивели з бою під Вознесенськом 2-й кавалерійський корпус і до 12 серпня перекинули його в район Нового Бугу. Вийшовши в цей район, корпус провів удар по хвосту колони 9 ї танкової дивізії німців, завдав їй втрати і змусив її розвернутися та прийняти бій. Проте, попри контрударам ситуація для радянських військ цьому напрямку була катастрофічна, 9-й та 18-й арміям загрожувало оточення в районі Миколаєва. У ніч на 17 серпня 2-й кавалерійський корпус, 18-та і 9-та армії переправилися через річку Інгулець, маючи наказ відійти на східний берег Дніпра.
У подальшому корпус брав участь у боях біля Бєлгорода, міста Короча в Росії. На початку листопада 1941 року з району Новий Оскол перекинутий під Москву. З 9 листопада корпус увійшов до складу Західного фронту. Наказом НКО СРСР № 342 від 26 листопада 1941 року за виявлену відвагу в боях, стійкість, мужність і героїзм особового складу, 2-й кк перетворений на 1-й гвардійський кавалерійський корпус, а 5-а і 9-а кавалерійські дивізії перетворені відповідно на 1-шу та 2-гу гвардійські кавалерійські дивізії.

## Командування

### Командири
- Котовський Г. І. (31 жовтня 1922 — 6 серпня 1925);
- Криворучко М. М. (13 серпня 1925 — липень 1937);
- генерал-майор Хацкілевич М. Г. (16 липня 1937 — 1939);
- генерал-майор Костенко Ф. Я. (квітень 1939 — 26 липня 1940);
- генерал-майор Камков Ф. В. (26 липня 1940 — 14 березня 1941);
- генерал-майор Бєлов П. О. (14 березня 1941 — 26 листопада 1941).

### Склад
| листопад 1922 | січень 1923 | 1935-1939 | 2 жовтня 1939 | листопад 1940 | квітень 1941 |
| ------------- | ----------- | --------- | ------------- | ------------- | ------------ |
| —             | 3-тя кд     | —         | 3-тя кд       | 3-тя кд       | —            |
| 4-та кд       | —           | —         | —             | —             | —            |
| 7-ма кд       | —           | —         | —             | —             | —            |
| 9-та кд       | 9-та кд     | —         | —             | —             | 9-та кд      |
| —             | —           | 5-та кд   | 5-та кд       | 5-та кд       | 5-та кд      |
| —             | —           | 14-та кд  | 14-та кд      | —             | —            |